# Zhou Daguan
Zhou Daguan (ou Tcheou Ta-Kouan, Chou Ta-kuan, 周達觀, Zhōu Dáguān), né en 1266, mort vers 1346, est un diplomate chinois du temps de l'empereur Témur Khan (Chengzong), principalement connu par le récit d'une de ses missions, intitulé Mémoires sur les coutumes du Cambodge. 

## Biographie
Arrivé à Angkor en août 1296, il reste à la cour du roi Indravarman III jusqu'en juillet 1297. 

## LesMémoires sur les coutumes du Cambodge

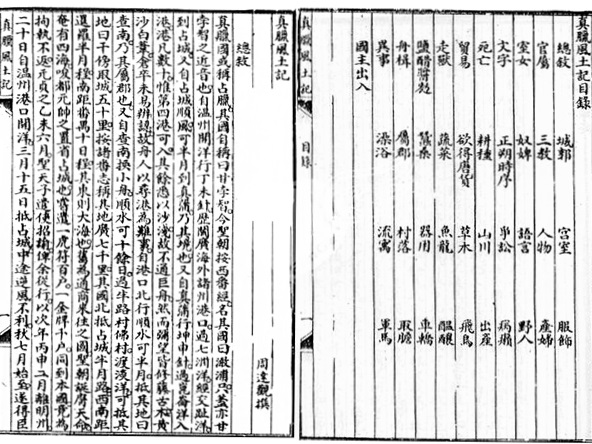
Mémoires sur les coutumes du Cambodge.

De son nom chinois 真臘風土記, hanyu pinyin Zhēnlà fēngtǔ jì, ce récit rapporte de façon détaillée la vie et les coutumes des habitants du Cambodge (on remarque que le chinois utilise l'ancien nom de Chenla). Ses descriptions restent à ce jour la plus ancienne source de renseignements fiables sur l'empire khmer, à côté des stèles gravées retrouvées dans les temples. 
Ses descriptions précises de plusieurs temples d'Angkor comme le Bayon, le Baphuon, Angkor Vat, la terrasse des éléphants, font de son livre un témoignage qui reste inestimable.